# Natação nos Jogos Sul-Americanos de 2022
As competições de natação nos Jogos Sul-Americanos de 2022 em Assunção, Paraguai, estão programadas para serem realizadas entre 2 e 5 de outubro de 2022 no Centro Acuático Nacional.

## Calendário
O calendário da competição é o seguinte:
| B | Baterias | F | Final |

| DataEvento      | Dom 2 | Dom 2 | Seg 3 | Seg 3 | Ter 4 | Ter 4 | Qua 5 | Qua 5 |
| Sessão →        | M     | E     | M     | E     | M     | E     | M     | E     |
| --------------- | ----- | ----- | ----- | ----- | ----- | ----- | ----- | ----- |
| 50 m livre      |       |       |       |       |       |       | B     | F     |
| 100 m livre     | B     | F     |       |       |       |       |       |       |
| 200 m livre     |       |       | B     | F     |       |       |       |       |
| 400 m livre     |       |       |       |       |       |       | B     | F     |
| 800 m livre     | B     | F     |       |       |       |       |       |       |
| 1500 m livre    |       |       |       |       | B     | F     |       |       |
| 50 m costas     | B     | F     |       |       |       |       |       |       |
| 100 m costas    |       |       | B     | F     |       |       |       |       |
| 200 m costas    |       |       |       |       | B     | F     |       |       |
| 50 m peito      |       |       |       |       | B     | F     |       |       |
| 100 m peito     | B     | F     |       |       |       |       |       |       |
| 200 m peito     |       |       | B     | F     |       |       |       |       |
| 50 m borboleta  |       |       | B     | F     |       |       |       |       |
| 100 m borboleta |       |       |       |       | B     | F     |       |       |
| 200 m borboleta |       |       |       |       |       |       | B     | F     |
| 200 m medley    | B     | F     |       |       |       |       |       |       |
| 400 m medley    |       |       | H     | F     |       |       |       |       |
| 4×100 m livre   |       |       |       |       |       | F     |       |       |
| 4×200 m livre   |       | F     |       |       |       |       |       |       |
| 4×100 m medley  |       |       |       | F     |       |       |       |       |

| DataEvento     | Dom 2 | Dom 2 | Seg 3 | Seg 3 | Ter 4 | Ter 4 | Qua 5 | Qua 5 |
| Sessão →       | M     | E     | M     | E     | M     | E     | M     | E     |
| -------------- | ----- | ----- | ----- | ----- | ----- | ----- | ----- | ----- |
| 4×100 m livre  |       |       |       |       |       |       |       | F     |
| 4×100 m medley |       |       |       |       |       |       | B     | F     |

| DataEvento      | Dom 2 | Dom 2 | Seg 3 | Seg 3 | Ter 4 | Ter 4 | Qua 5 | Qua 5 |
| Sessão →        | M     | E     | M     | E     | M     | E     | M     | E     |
| --------------- | ----- | ----- | ----- | ----- | ----- | ----- | ----- | ----- |
| 50 m livre      |       |       |       |       |       |       | B     | F     |
| 100 m livre     | B     | F     |       |       |       |       |       |       |
| 200 m livre     |       |       | B     | F     |       |       |       |       |
| 400 m livre     |       |       |       |       |       |       | B     | F     |
| 800 m livre     |       | F     |       |       |       |       |       |       |
| 1500 m livre    |       |       |       |       | B     | F     |       |       |
| 50 m costas     | B     | F     |       |       |       |       |       |       |
| 100 m costas    |       |       | B     | F     |       |       |       |       |
| 200 m costas    |       |       |       |       | B     | F     |       |       |
| 50 m peito      |       |       |       |       | B     | F     |       |       |
| 100 m peito     | B     | F     |       |       |       |       |       |       |
| 200 m peito     |       |       | B     | F     |       |       |       |       |
| 50 m borboleta  |       |       | B     | F     |       |       |       |       |
| 100 m borboleta |       |       |       |       | B     | F     |       |       |
| 200 m borboleta |       |       |       |       |       |       | B     | F     |
| 200 m medley    | B     | F     |       |       |       |       |       |       |
| 400 m medley    |       |       | B     | F     |       |       |       |       |
| 4×100 m livre   |       |       |       |       |       | F     |       |       |
| 4×200 m livre   |       | F     |       |       |       |       |       |       |
| 4×100 m medley  |       |       |       | F     |       |       |       |       |

## Resumo de medalhas

### Quadro de medalhas
*   país anfitrião (PAR Paraguai)
| Pos.               | País               | Ouro | Prata | Bronze | Total |
| ------------------ | ------------------ | ---- | ----- | ------ | ----- |
| 1                  | BRA Brasil         | 34   | 16    | 8      | 58    |
| 2                  | ARG Argentina      | 5    | 7     | 9      | 21    |
| 3                  | VEN Venezuela      | 1    | 3     | 7      | 11    |
| 4                  | ARU Aruba          | 1    | 2     | 0      | 3     |
| 4                  | CHI Chile          | 1    | 2     | 0      | 3     |
| 6                  | COL Colômbia       | 0    | 11    | 13     | 24    |
| 7                  | PAR Paraguai       | 0    | 1     | 2      | 3     |
| 8                  | PER Peru           | 0    | 0     | 4      | 4     |
| Total (8 entradas) | Total (8 entradas) | 42   | 42    | 43     | 127   |

### Medalhistas

#### Masculino
| Evento                | Ouro                                                                              | Ouro        | Prata                                                                      | Prata       | Bronze                                                                          | Bronze     |
| --------------------- | --------------------------------------------------------------------------------- | ----------- | -------------------------------------------------------------------------- | ----------- | ------------------------------------------------------------------------------- | ---------- |
| 50 metros livre       | Luiz Borges BRA Brasil                                                            | 22.06       | Mikèl Schreuders ARU Aruba                                                 | 22.37       | Alberto Mestre BRA Brasil                                                       | 22.56      |
| 100 metros livre      | Mikel Schreuders ARU Aruba                                                        | 49.28       | Felipe Ribeiro BRA Brasil                                                  | 49.51       | Gabriel Santos BRA Brasil                                                       | 49.78      |
| 200 metros livre      | Alfonso Mestre VEN Venezuela                                                      | 1:48.61     | Vinicius Assunção BRA Brasil                                               | 1:48.68     | Breno Correia BRA Brasil                                                        | 1:48.77    |
| 400 metros livre      | Guilherme Costa BRA Brasil                                                        | 3:47.56     | Alfonso Mestre VEN Venezuela                                               | 3:47.71     | Juan Morales COL Colômbia                                                       | 3:51.51    |
| 800 metros livre      | Guilherme Costa BRA Brasil                                                        | 7:51.56 RJ  | Alfonso Mestre VEN Venezuela                                               | 7:54.30     | Juan Morales COL Colômbia                                                       | 7:54.44 RN |
| 1500 metros livre     | Guilherme Costa BRA Brasil                                                        | 15:13.51 RJ | Juan Morales COL Colômbia                                                  | 15:15.59 RN | Alfonso Mestre VEN Venezuela                                                    | 15:22.52   |
| 50 metros costas      | Guilherme Basseto BRA Brasil                                                      | 25.06 RJ    | Charles Hockin PAR Paraguai                                                | 25.60       | Omar Pinzón COL Colômbia                                                        | 26.02      |
| 100 metros costas     | Leonardo de Deus BRA Brasil                                                       | 55.05       | Guilherme Basseto BRA Brasil                                               | 55.08       | Omar Pinzón COL Colômbia                                                        | 55.31      |
| 200 metros costas     | Leonardo de Deus BRA Brasil                                                       | 1:59.02 RJ  | Omar Pinzón COL Colômbia                                                   | 2:01.43     | Matías López PAR Paraguai                                                       | 2:02.54    |
| 50 metros peito       | Felipe França Silva BRA Brasil                                                    | 27.74 RJ    | Mikel Schreuders ARU Aruba                                                 | 27.80       | Jorge Murillo COL Colômbia                                                      | 27.81      |
| 100 metros peito      | Evandro Vinicius Silva BRA Brasil                                                 | 1:01.02 RJ  | Jorge Murillo COL Colômbia                                                 | 1:01.19     | Felipe França BRA Brasil                                                        | 1:01.50    |
| 200 metros peito      | Evandro Vinicius Silva BRA Brasil                                                 | 2:13.22 RJ  | Caio Pumputis BRA Brasil                                                   | 2:13.96     | Gabriel Morelli ARG Argentina                                                   | 2:14.71    |
| 50 metros borboleta   | Gabriel Santos BRA Brasil                                                         | 24.00 RJ    | Roberto Strelkov ARG Argentina                                             | 24.19       | Camilo Marrugo COL ColômbiaEmil Pérez VEN Venezuela                             | 24.29      |
| 100 metros borboleta  | Matheus Gonche BRA Brasil                                                         | 52.37       | David Arias COL Colômbia                                                   | 53.39       | Emil Pérez VEN Venezuela                                                        | 53.42      |
| 200 metros borboleta  | Leonardo de Deus BRA Brasil                                                       | 1:57.17     | Matheus Gonche BRA Brasil                                                  | 1:57.28     | David Arias COL Colômbia                                                        | 2:01.23    |
| 200 metros medley     | Caio Pumputis BRA Brasil                                                          | 2:01.08     | Leonardo Coelho Santos BRA Brasil                                          | 2:01.83     | Omar Pinzón COL Colômbia                                                        | 2:02.21    |
| 400 metros medley     | Brandonn Almeida BRA Brasil                                                       | 4:19.25 RJ  | Santiago Corredor COL Colômbia                                             | 4:24.30     | Matheo Mateos PAR Paraguai                                                      | 4:24.64    |
| 4 × 100 metros livre  | Luiz Borges Gabriel Santos Felipe Ribeiro Vinicius Assunção BRA Brasil            | 3:16.34 RJ  | Alberto Mestre Alfonso Mestre Emil Pérez Jesús López VEN Venezuela         | 3:21.43     | Camilo Marrugo Cardenio Fernández Juan Morales Santiago Corredor COL Colômbia   | 3:22.21 RN |
| 4 × 200 metros livre  | Breno Correia Guilherme Costa Leonardo Coelho Santos Vinicius Assunção BRA Brasil | 7:20.18 RJ  | Cardenio Fernández Juan Morales Omar Pinzón Santiago Corredor COL Colômbia | 7:27.60     | Alberto Mestre Alfonso Mestre Emil Pérez Jorge Otaiza VEN Venezuela             | 7:29.20    |
| 4 × 100 metros medley | Guilherme Basseto Evandro Vinicius Silva Matheus Gonche Felipe Ribeiro BRA Brasil | 3:39.50     | Omar Pinzón Jorge Murillo Esnaider Reales Camilo Marrugo COL Colômbia      | 3:41.05     | Gaston Hernandez Gabriel Morelli Roberto Strelkov Guido Buscaglia ARG Argentina | 3:42.75    |

#### Feminino
| Evento                     | Ouro                                                                                       | Ouro        | Prata                                                                          | Prata      | Bronze                                                                        | Bronze     |
| -------------------------- | ------------------------------------------------------------------------------------------ | ----------- | ------------------------------------------------------------------------------ | ---------- | ----------------------------------------------------------------------------- | ---------- |
| 50 metros livre            | Lorrane Ferreira BRA Brasil                                                                | 25.42       | Andrea Berrino ARG Argentina                                                   | 25.70      | Stephanie Balduccini BRA Brasil                                               | 25.78      |
| 100 metros livre           | Stephanie Balduccini BRA Brasil                                                            | 54.99 RJ    | Giovanna Diamante BRA Brasil                                                   | 55.40      | Lucía Gauna ARG Argentina                                                     | 56.88      |
| 200 metros livre           | Stephanie Balduccini BRA Brasil                                                            | 2:00.54     | Giovanna Diamante BRA Brasil                                                   | 2:01.86    | María Yegres VEN Venezuela                                                    | 2:02.53    |
| 400 metros livre           | Maria Paula Heitmann BRA Brasil                                                            | 4:14.48     | Kristel Köbrich CHI Chile                                                      | 4:16.28    | Aline Rodrigues BRA Brasil                                                    | 4:16.88    |
| 800 metros livre           | Gabrielle Roncatto BRA Brasil                                                              | 8:36.07     | Kristel Köbrich CHI Chile                                                      | 8:37.14    | Malena Santillán ARG Argentina                                                | 8:43.72    |
| 1500 metros livre          | Kristel Köbrich CHI Chile                                                                  | 16:15.43 RJ | Beatriz Dizotti BRA Brasil                                                     | 16:29.06   | Gabrielle Roncatto BRA Brasil                                                 | 16:50.72   |
| 50 metros costas           | Andrea Berrino ARG Argentina                                                               | 28.67 RJ    | Maria Luiza Pessanha BRA Brasil                                                | 29.50      | Alexia Sotomayor PER Peru                                                     | 29.56      |
| 100 metros costas          | Andrea Berrino ARG Argentina                                                               | 1:01.59 RJ  | Maria Luiza Pessanha BRA Brasil                                                | 1:02.90    | Alexia Sotomayor PER Peru                                                     | 1:03.07    |
| 200 metros costas          | Malena Santillán ARG Argentina                                                             | 2:13.32 RJ  | Alexia Assunção BRA Brasil                                                     | 2:13.65    | Alexia Sotomayor PER Peru                                                     | 2:13.80 RN |
| 50 metros peito            | Jhennifer Conceição BRA Brasil                                                             | 31.15 RJ    | Ana Carolina Vieira BRA Brasil                                                 | 31.16      | Macarena Ceballos ARG Argentina                                               | 31.26      |
| 100 metros peito           | Macarena Ceballos ARG Argentina                                                            | 1:08.17 RJ  | Ana Carolina Vieira BRA Brasil                                                 | 1:08.48    | Jhennifer Conceição BRA Brasil                                                | 1:08.71    |
| 200 metros peito           | Gabrielle da Silva BRA Brasil                                                              | 2:28.34 RJ  | Macarena Ceballos ARG Argentina                                                | 2:29.48    | Martina Barbeito ARG Argentina                                                | 2:31.64    |
| 50 metros borboleta        | Giovanna Diamante BRA Brasil                                                               | 26.88 RJ    | Sirena Rowe COL Colômbia                                                       | 27.10      | Valentina Becerra COL Colômbia                                                | 27.20      |
| 100 metros borboleta       | Giovanna Diamante BRA Brasil                                                               | 59.28 RJ    | Valentina Becerra COL Colômbia                                                 | 1:00.12    | Macarena Ceballos ARG Argentina                                               | 1:00.27    |
| 200 metros borboleta       | Giovanna Diamante BRA Brasil                                                               | 2:12.45     | Karen Durango COL Colômbia                                                     | 2:13.27    | Samantha Baños COL Colômbia                                                   | 2:15.55    |
| 200 metros medley          | Gabrielle Roncatto BRA Brasil                                                              | 2:13.92 RJ  | Nathalia Almeida BRA Brasil                                                    | 2:14.06    | Florencia Perotti ARG Argentina                                               | 2:15.45    |
| 400 metros medley          | Florencia Perotti ARG Argentina                                                            | 4:46.49 RJ  | Gabrielle Roncatto BRA Brasil                                                  | 4:49.56    | Nathalia Almeida BRA Brasil                                                   | 4:50.23    |
| 4 × 100 metros livre       | Aline Rodrigues Ana Carolina Vieira Giovanna Diamante Stephanie Balduccini BRA Brasil      | 3:43.07 RJ  | Andrea Berrino Lucía Gauna Macarena Ceballos María Ruggiero ARG Argentina      | 3:47.72 RN | Alexia Sotomayor Jessica Cattaneo McKenna DeBever Rafaela Erazo PER Peru      | 3:49.08 RN |
| 4 × 200 metros livre relay | Aline Rodrigues Giovanna Diamante Maria Paula Heitmann Stephanie Balduccini BRA Brasil     | 8:09.77 RJ  | Agostina Hein Delfina Dini Lucía Gauna Malena Santillán ARG Argentina          | 8:19.19    | Daniela Gutiérrez Karen Durango Stefania Gómez Valentina Becerra COL Colômbia | 8:20.14    |
| 4 × 100 metre medley relay | Maria Luiza Pessanha Jhennifer Conceição Giovanna Diamante Stephanie Balduccini BRA Brasil | 4:07.96 RJ  | Andrea Berrino Martina Barbeito Macarena Ceballos María Ruggiero ARG Argentina | 4:09.05    | Jimena Leguizamón Stefania Gómez Valentina Becerra Karen Durango COL Colômbia | 4:12.08    |

#### Misto
| Evento                | Ouro                                                                                       | Ouro    | Prata                                                                     | Prata   | Bronze                                                                                | Bronze  |
| --------------------- | ------------------------------------------------------------------------------------------ | ------- | ------------------------------------------------------------------------- | ------- | ------------------------------------------------------------------------------------- | ------- |
| 4 × 100 metros livre  | Gabriel Santos Giovanna Diamante Stephanie Balduccini Vinicius Assunção BRA Brasil         | 3:30.22 | Guido Buscaglia Lucía Gauna María Ruggiero Roberto Strelkov ARG Argentina | 3:33.01 | Alberto Mestre Alfonso Mestre María Yegres Mercedes Toledo VEN Venezuela              | 3:35.27 |
| 4 × 100 metros medley | Evandro Vinicius Silva Giovanna Diamante Guilherme Basseto Stephanie Balduccini BRA Brasil | 3:49.56 | Jorge Murillo Karen Durango Omar Pinzón Valentina Becerra COL Colômbia    | 3:53.81 | Andrea Berrino Guido Buscaglia Juan Bautista Carrocia Macarena Ceballos ARG Argentina | 3:54.09 |

## Participação
Quatorze nações participarão das provas de natação dos Jogos Sul-Americanos de 2022.
- Argentina
- Aruba
- Bolívia
- Brasil
- Chile
- Colômbia
- Curaçau
- Equador
- Panamá
- Paraguai
- Peru
- Suriname
- Uruguai
- Venezuela